# Pierre Bernède
Pour les articles homonymes, voir Bernède (homonymie).
Pierre Bernède, né le 2 mai 1824 à Caudéran et mort le 29 décembre 1888 à Bordeaux, est un horticulteur et rosiériste français. C'est un des fondateurs de la Société pomologique de France. Il était installé au 26 rue de Marseille à Bordeaux.

## Biographie
Pierre Bernède est l'un des horticulteurs bordelais les plus connus de son époque. Il cultive des arbres fruitiers et des fleurs annuelles ou vivaces. Il est l'obtenteur des pêchers 'Baronne de Brivazac' et 'Madame Bernède'. Il assistait régulièrement aux congrès de pomologie et se fait surtout un nom dans les semis de roses dont il obtient une trentaine de variétés et plusieurs variétés fameuses ; certaines ont marqué leur temps et sont toujours commercialisées, comme les célèbres 'Madame de Tartas' et 'Comtesse de Labarthe' (appelée aussi 'Duchesse de Brabant').

## Quelques obtentions
- 'Comtesse de Labarthe', rosier thé (1857)
- 'Madame de Tartas' (1859)[7]
- 'J.-A. Escarpit' (1883)
- 'Mademoiselle Juliette Doucet', hybride remontant (1884)
- 'Mademoiselle Louise Boyer', hybride remontant (1884)
- 'Rosomane Hubert' (1884)
- 'Madame de Selve', hybride remontant (1887)[5].

## Distinctions
- Médaille d'or de la Société pomologique de France en 1886.